# Cyrtandra denhamii
Cyrtandra denhamii är en tvåhjärtbladig växtart som beskrevs av Berthold Carl Seemann. Cyrtandra denhamii ingår i släktet Cyrtandra och familjen Gesneriaceae. Inga underarter finns listade i Catalogue of Life.